# Ralph Freeman (Ingenieur, 1880)

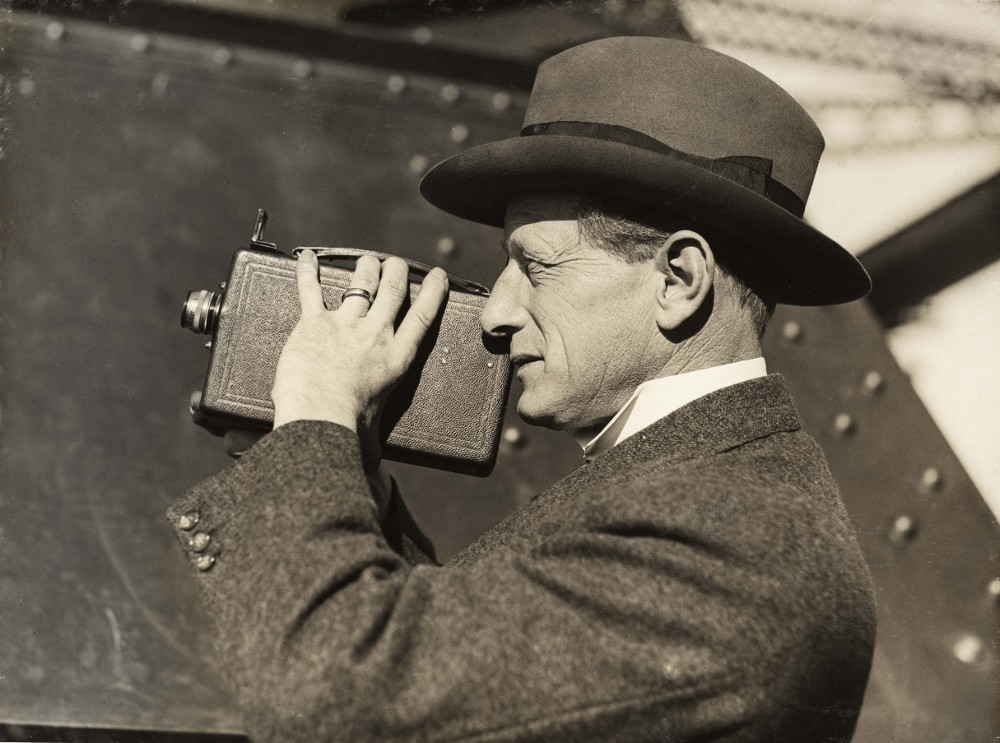
Ralph Freeman

Sir Ralph Freeman (* 27. November 1880 in London; † 11. März 1950 ebenda) war ein englischer Bauingenieur und Tragwerksplaner.
Er studierte an der Haberdashers' Aske's Boys' School und dem City and Guilds of London Institute. 1901 trat er bei Sir Douglas & Francis Fox ein, die auf den Entwurf von Eisenbahnen und von Stahlbrücken spezialisiert waren. 1912 wurde er Partner und 1921, nach dem Tod von Sir Douglas Fox, Senior Partner. 1938 änderte das Ingenieurbüro seinen Namen in Freeman Fox & Partners.
Zusammen mit George Andrew Hobson entwarf er die 1905 fertiggestellte Victoria Falls Bridge. Er war für den Detail-Entwurf der Sydney Harbour Bridge (1932) verantwortlich und plante die Birchenough Bridge (1935). Er wirkte bei der Planung von Eisenbahnstrecken in Afrika, Brasilien und Kolumbien und an der Auckland Harbour Bridge in Neuseeland mit. Kurz vor seinem Tod nahm er noch an der Planung der Severn-Brücke teil.
Er war seit 1917 Mitglied der Institution of Civil Engineers und erhielt die Telford und Baker Goldmedaillen. Er saß im Verwaltungsrat der ICE von 1937 bis 1942, Er wurde zum Mitglied des City and Guilds of London Institute  und 1932 zum Mitglied des Imperial college of Science and Technology gewählt. 1947 wurde er geadelt.
Sein ältester Sohn, gleichfalls Sir Ralph Freeman genannt, wurde ebenfalls Senior Partner bei Freeman Fox & Partners.
Freeman Fox & Partners wurden 1987 zu Freeman Fox and Acer und firmieren seit 1996 als Hyder Consulting.